# Aerodramus
Aerodramus – rodzaj ptaków z podrodziny jerzyków (Apodinae) w obrębie rodziny jerzykowatych (Apodidae).

## Zasięg występowania
Rodzaj obejmuje gatunki występujące w południowej i południowo-wschodniej Azji, Australazji, na wyspach Oceanu Indyjskiego (Seszele, Mauritius, Reunion) i wyspach Oceanu Spokojnego (Palau, Mariany, Karoliny, Wyspy Towarzystwa, Wyspy Cooka oraz Markizy).

## Morfologia
Długość ciała 10–14 cm; masa ciała 8–28 g.

## Systematyka

### Etymologia
- Aerodramus: gr. αηρ aēr, αερος aeros „powietrze”; -δρομος -dromos „biegacz”, od τρεχω trekhō „biegać”[5].
- Zoonava: „Zoonav, aborygeńska nazwa”[6]. Gatunek typowy: Cypselus terraereginae E.P. Ramsay, 1875.

### Podział systematyczny
Do rodzaju należą następujące gatunki:

- Aerodramus papuensis (Rand, 1941) – salangana papuaska
- Aerodramus whiteheadi (Ogilvie-Grant, 1895) – salangana lśniąca
- Aerodramus nuditarsus (Salomonsen, 1962) – salangana gołonoga
- Aerodramus orientalis (Mayr, 1935) – salangana melanezyjska
- Aerodramus infuscatus (Salvadori, 1880) – salangana molucka
- Aerodramus hirundinaceus (Stresemann, 1914) – salangana jaskółcza
- Aerodramus terraereginae (E.P. Ramsay, 1875) – salangana australijska
- Aerodramus brevirostris (Horsfield, 1840) – salangana himalajska
- Aerodramus vulcanorum (Stresemann, 1926) – salangana jawajska
- Aerodramus maximus (Hume, 1878) – salangana czarnogniazdowa
- Aerodramus leucophaeus (Peale, 1848) – salangana czarna
- Aerodramus ocistus (Oberholser, 1906) – salangana widłosterna
- Aerodramus amelis (Oberholser, 1906) – salangana szara
- Aerodramus vanikorensis (Quoy & Gaimard, 1830) – salangana jednobarwna
- Aerodramus inquietus (von Kittlitz, 1858) – salangana mikronezyjska
- Aerodramus pelewensis (Mayr, 1935) – salangana atolowa
- Aerodramus sawtelli (Holyoak, 1974) – salangana towarzyska
- Aerodramus bartschi (Mearns, 1909) – salangana mariańska
- Aerodramus mearnsi (Oberholser, 1912) – salangana filipińska
- Aerodramus spodiopygius (Peale, 1848) – salangana białorzytna
- Aerodramus unicolor (Jerdon, 1840) – salangana brunatna
- Aerodramus francicus (J.F. Gmelin, 1789) – salangana maskareńska
- Aerodramus elaphrus (Oberholser, 1906) – salangana seszelska
- Aerodramus fuciphagus (Thunberg, 1812) – salangana sundajska
- Aerodramus salangana (Streubel, 1848) – salangana mszysta